# Cistella xylita
Cistella xylita är en svampart som tillhör divisionen sporsäcksvampar, och som först beskrevs av Petter Adolf Karsten, och fick sitt nu gällande namn av John Axel Nannfeldt. Cistella xylita ingår i släktet Cistella, och familjen Hyaloscyphaceae. Arten är reproducerande i Sverige.